# Kolar
Kolar (en maratí: कोलार ) es una ciudad de la India, centro administrativo del distrito de Kolar, en el estado de Karnataka.

## Geografía
Se encuentra a una altitud de 846 m s. n. m. a 66 km de la capital estatal, Bangalore, en la zona horaria UTC +5:30.

## Demografía
Según estimación 2011 contaba con una población de 145 780 habitantes.